# Webster Knob
Webster Knob är en kulle i Antarktis. Den ligger i Västantarktis. Nya Zeeland gör anspråk på området. Toppen på Webster Knob är 2 500 meter över havet.
Terrängen runt Webster Knob är kuperad åt nordost, men åt sydväst är den bergig. Trakten är obefolkad. Det finns inga samhällen i närheten.